# 186e régiment d'artillerie
Le 186e régiment d'artillerie lourde à tracteurs (186e RALT) est un régiment de l'Armée de terre française créé en 1924 et dissous en 1937.

## Création et différentes dénominations
- 1924 : création
- 1937 : dissous

## Chefs de corps

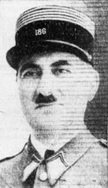
Portrait du colonel Hurault au.

- 1928 - ? : colonel Pézérat[1]
- 1931 : colonel Michal
- - 1935 : colonel Toussaint[2]
- 1935 - 1937 : colonel Hurault[3]

## Historique des opérations et garnisons du régiment
Le régiment est formé à Dijon en janvier 1924 à partir du 85e régiment d'artillerie lourde à tracteurs dissous après la réorganisation décidée en 1923. Il est rattaché au 8e corps d'armée.
Il est occupe le quartier Junot dans la ville de Dijon. Le régiment détache deux batteries en Rhénanie à l'armée du Rhin, qui reviennent en octobre 1929,.
Le régiment participe aux manœuvres de 1930 en Champagne, ainsi qu'aux grandes manœuvres de 1931,.

En octobre 1937, le 186e RALT devient 108e régiment d'artillerie lourde.

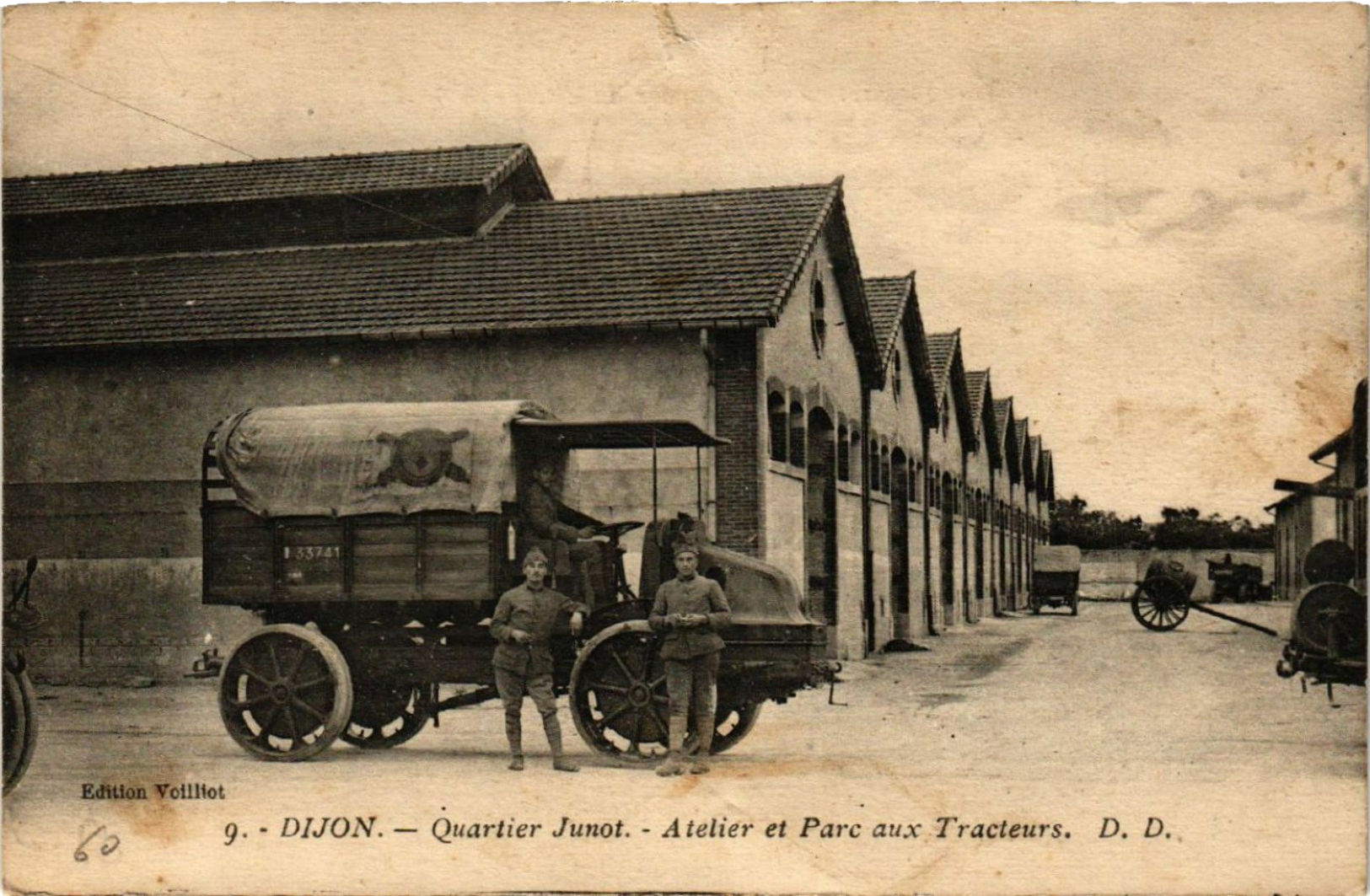
Tracteur Latil TAR du 186e RALT au quartier Junot.
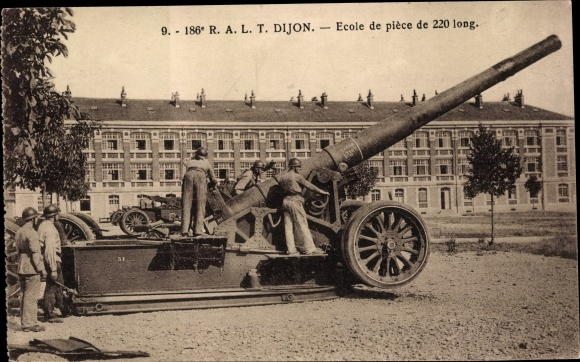
Entrainement sur un canon de 220 L modèle 1917 au 186e RALT.

## Étendard

Dessin du revers du drapeau du d'artillerie.

Il porte, cousues en lettres d'or dans ses plis, les inscriptions suivantes :
- Verdun 1916
- Somme-Py 1918